# Shakara United
Shakara United is een Belgische afrobeatband die in 2011 ontstond uit Belgian Afro Beat Association.
De band begon met het spelen van covers van Fela Kuti, maar brengt ondertussen eigen werk. Shakara is een Nigeriaans woord dat ongeveerd vertaald kan worden als 'bluf', met een als bijklank 'arrogant'. De band koos dit woord omdat de meeste leden blank zijn, en toch Afrikaanse muziek spelen.
Shakara United bracht in 2013 het album Shakara United uit. Gregor Terror zingt mee in het nummer Modern Times.

## Discografie
- 2013 Shakara United